# Стреково
Стреково — деревня в Дмитровском районе Московской области, в составе городского поселения Дмитров. Население — 4 чел. (2010). До 2006 года Стреково входило в состав Целеевского сельского округа.

## Расположение
Деревня расположена в центральной части района, примерно в 8 км южнее Дмитрова, на правом берегу реки Волгуши (правый приток реки Яхрома), высота центра над уровнем моря 203 м. Ближайшие населённые пункты — Муханки на востоке и Парамоново на юге.

## Население
| 2002 | 2006 | 2010 |
| ---- | ---- | ---- |
| 16   | ↘6   | ↘4   |